# Rhyssemus endroedyyoungai
Rhyssemus endroedyyoungai är en skalbaggsart som beskrevs av Rudolph Petrovitz 1975. Rhyssemus endroedyyoungai ingår i släktet Rhyssemus och familjen Aphodiidae. Inga underarter finns listade i Catalogue of Life.